# Suzanne Horner
Suzanne Horner, née Suzanne Burgess le 23 février 1963 à Wakefield est une joueuse professionnelle de squash représentant l'Angleterre. Elle est championne britannique en 1994 et 1996. En 1994, elle gagne l'US Open et atteint la 2e place au classement mondial. 
Elle fait partie de l'équipe d'Angleterre championne du monde par équipes en 1989 et 1990.

## Palmarès

### Titres
- US Open : 1994
- Championnats britanniques : 2 titres (1994, 1996)
- Championnats du monde par équipes : 2 titres (1989, 1990)
- Championnats d'Europe par équipes: 6 titres (1987, 1989, 1993, 1994, 1996, 1999)

### Finales
- British Open : 2 finales (1990, 1993)
- US Open : 1993
- Open de Greenwich : 2000
- Championnats du monde par équipes : 3 finales (1994, 1996, 1998)